# Alessandro Matri
Alessandro Matri (Sant'Angelo Lodigiano, Provincia de Lodi, Italia, 19 de agosto de 1984) es un exfutbolista italiano que jugaba de delantero.

## Trayectoria

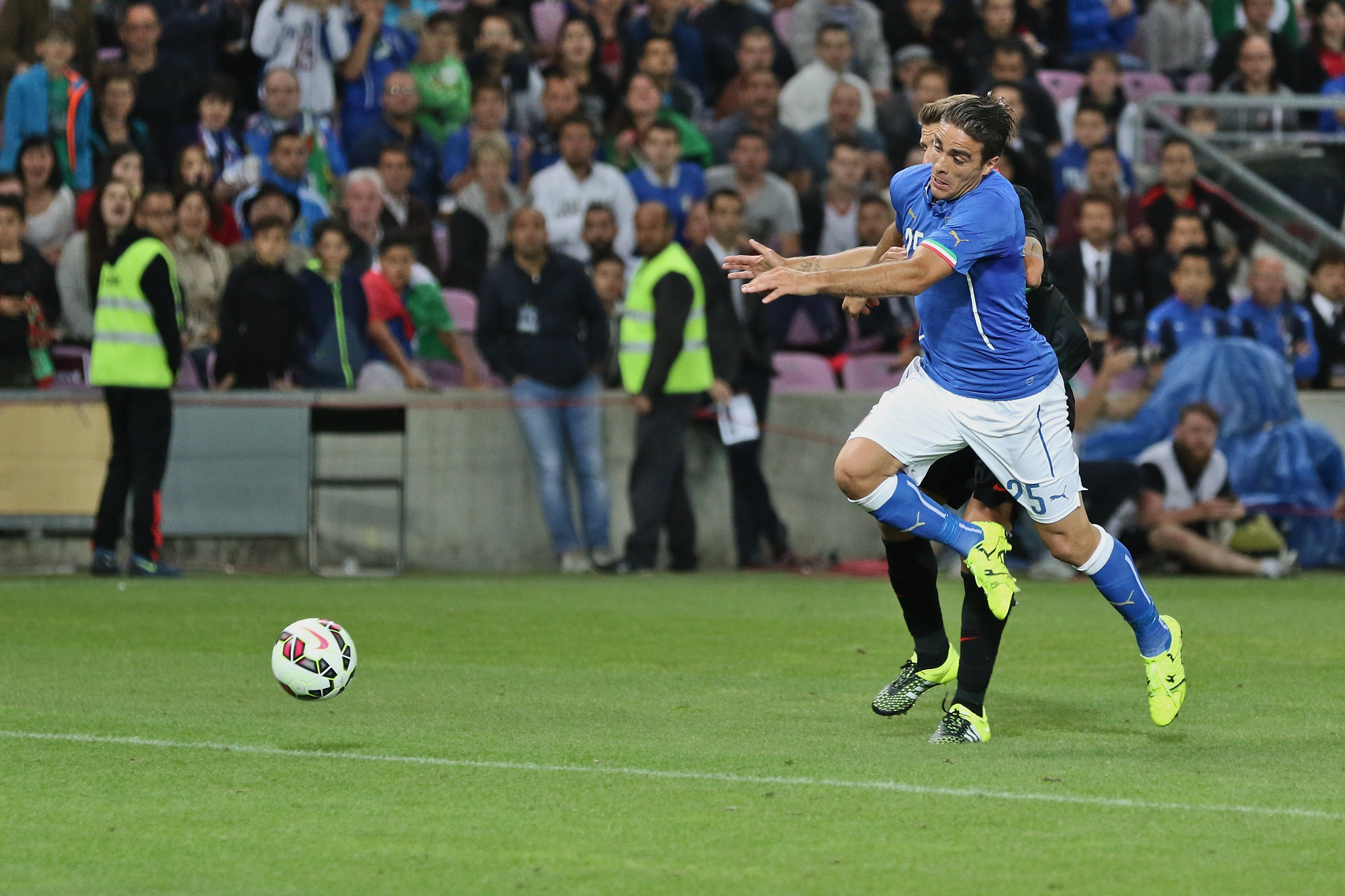
Portugal - Italie - Genève - Alessandro Matri

Alessandro Matri inició su carrera como futbolista en el A. C. Milan, equipo con el cual debutó en la Serie A el 24 de mayo de 2003 en la victoria de su club por 4-2 sobre el Piacenza Calcio. Al año siguiente fue incluido en el equipo sub-20 y no llegó a disputar ningún encuentro con el primer equipo. En las temporadas siguientes fue cedido en préstamo a los equipos Prato, Lumezzane y Rimini Calcio con los que jugó en la Serie B y Serie C.
En la temporada 2007-08 fue transferido al Cagliari Calcio, donde permaneció durante cuatro temporadas y con el cual marcó 36 goles en el campeonato italiano. El 31 de enero de 2011, al cierre del mercado de pases, fue cedido en préstamo a la Juventus F. C., con opción de compra al final de la campaña por 15,5 millones de euros. Su debut con la camiseta bianconera se produjo el 2 de febrero de 2011, en la derrota del equipo juventino por 2-1 ante el U. S. Palermo.
Tres días después marcó sus dos primeros goles ante su exequipo, Cagliari, en la victoria de la Juventus por 3-1. El 13 de febrero anotó su primer gol en el derbi de Italia ante el Inter de Milán, Matri logró superar al arquero Júlio César con un golpe de cabeza tras el centro de Frederik Sørensen, la Juventus venció por 1-0 a su clásico rival. En junio de 2011 el conjunto de Turín ejerció los derechos de opción de compra del delantero. Anotó su primer gol de la temporada ante el A. C. Siena, encuentro que finalizó 1-0 a favor de la Juve. El 30 de agosto de 2013, regresó al Milan, traspasado desde la Juventus, por una cifra que ronda los 11 millones de euros. En enero de 2014 fue cedido en préstamo a la Fiorentina. Luego de finalizado el préstamo, el Milan volvió a cederlo, esta vez al Genoa hasta junio de 2015.
Tras estar sin equipo desde enero de 2020, el 6 de mayo de ese año anunció su retirada.

## Selección nacional
Ha sido internacional con la selección de fútbol de Italia en 7 ocasiones y ha marcado 1 gol. Debutó el 29 de marzo de 2011, en un encuentro amistoso ante la selección de Ucrania que finalizó con marcador de 2-0 a favor de los italianos.

## Estadísticas

### Clubes
| Milan · Italia                                                                                                   | 2002-03             | 1.ª                 | 1   | 0   | 0  | 0 | 0  | 0 | 1   | 0   |
| Milan · Italia                                                                                                   | 2003-04             | 1.ª                 | 0   | 0   | 0  | 0 | 0  | 0 | 0   | 0   |
| Milan · Italia                                                                                                   | 2013-14             | 1.ª                 | 15  | 1   | 0  | 0 | 3  | 0 | 18  | 1   |
| Milan · Italia                                                                                                   | 2015-16             | 1.ª                 | 0   | 0   | 0  | 0 | 0  | 0 | 0   | 0   |
| Milan · Italia                                                                                                   | Total               | Total               | 16  | 1   | 0  | 0 | 3  | 0 | 19  | 1   |
| Prato · Italia                                                                                                   | 2004-05             | 3.ª                 | 32  | 5   | 4  | 0 | -  | - | 36  | 5   |
| Prato · Italia                                                                                                   | Total               | Total               | 32  | 5   | 4  | 0 | 0  | 0 | 36  | 5   |
| Lumezzane · Italia                                                                                               | 2005-06             | 3.ª                 | 34  | 13  | 1  | 1 | -  | - | 35  | 14  |
| Lumezzane · Italia                                                                                               | Total               | Total               | 34  | 13  | 1  | 1 | -  | - | 35  | 14  |
| Rimini · Italia                                                                                                  | 2006-07             | 2.ª                 | 28  | 4   | 2  | 1 | -  | - | 30  | 5   |
| Rimini · Italia                                                                                                  | Total               | Total               | 28  | 4   | 2  | 1 | 0  | 0 | 30  | 5   |
| Cagliari · Italia                                                                                                | 2007-08             | 1.ª                 | 34  | 6   | 2  | 1 | -  | - | 36  | 7   |
| Cagliari · Italia                                                                                                | 2008-09             | 1.ª                 | 31  | 6   | 2  | 1 | -  | - | 33  | 7   |
| Cagliari · Italia                                                                                                | 2009-10             | 1.ª                 | 38  | 13  | 1  | 0 | -  | - | 39  | 13  |
| Cagliari · Italia                                                                                                | 2010-11             | 1.ª                 | 22  | 11  | 1  | 0 | -  | - | 23  | 11  |
| Cagliari · Italia                                                                                                | Total               | Total               | 123 | 36  | 6  | 2 | 0  | 0 | 129 | 38  |
| Juventus · Italia                                                                                                | 2010-11             | 1.ª                 | 16  | 9   | -  | - | -  | - | 16  | 9   |
| Juventus · Italia                                                                                                | 2011-12             | 1.ª                 | 31  | 10  | 1  | 0 | -  | - | 32  | 10  |
| Juventus · Italia                                                                                                | 2012-13             | 1.ª                 | 22  | 8   | 4  | 0 | 9  | 2 | 35  | 10  |
| Juventus · Italia                                                                                                | 2014-15             | 1.ª                 | 5   | 0   | 2  | 2 | 2  | 0 | 9   | 2   |
| Juventus · Italia                                                                                                | Total               | Total               | 74  | 27  | 7  | 2 | 11 | 2 | 92  | 32  |
| Fiorentina · Italia                                                                                              | 2013-14             | 1.ª                 | 15  | 4   | 3  | 0 | 3  | 1 | 21  | 5   |
| Fiorentina · Italia                                                                                              | Total               | Total               | 15  | 4   | 3  | 0 | 3  | 1 | 21  | 5   |
| Genoa · Italia                                                                                                   | 2014-15             | 1.ª                 | 16  | 7   | 1  | 0 | -  | - | 17  | 7   |
| Genoa · Italia                                                                                                   | Total               | Total               | 16  | 7   | 1  | 0 | 0  | 0 | 17  | 7   |
| Lazio · Italia                                                                                                   | 2015-16             | 1.ª                 | 19  | 4   | 2  | 1 | 10 | 2 | 31  | 7   |
| Lazio · Italia                                                                                                   | Total               | Total               | 19  | 4   | 2  | 1 | 10 | 2 | 31  | 7   |
| Sassuolo · Italia                                                                                                | 2016-17             | 1.ª                 | 31  | 8   | 0  | 0 | 6  | 0 | 37  | 8   |
| Sassuolo · Italia                                                                                                | 2017-18             | 1.ª                 | 23  | 3   | 2  | 0 | -  | - | 25  | 3   |
| Sassuolo · Italia                                                                                                | 2018-19             | 1.ª                 | 19  | 2   | 1  | 1 | -  | - | 20  | 3   |
| Sassuolo · Italia                                                                                                | 2019-20             | 1.ª                 | 0   | 0   | 0  | 0 | -  | - | 0   | 0   |
| Sassuolo · Italia                                                                                                | Total               | Total               | 73  | 13  | 3  | 1 | 6  | 0 | 82  | 14  |
| Brescia · Italia                                                                                                 | 2019-20             | 1.ª                 | 8   | 0   | -  | - | -  | - | 8   | 0   |
| Brescia · Italia                                                                                                 | Total               | Total               | 8   | 0   | 0  | 0 | 0  | 0 | 8   | 0   |
| Total en su carrera                                                                                              | Total en su carrera | Total en su carrera | 440 | 114 | 29 | 8 | 33 | 5 | 502 | 127 |
| (1)Incluye Copa Italia y Supercopa de Italia. (2)Incluye Liga de Campeones de la UEFA y Liga Europea de la UEFA. |                     |                     |     |     |    |   |    |   |     |     |

### Selección nacional
| Selección | Año   | Amistoso | Amistoso | Eliminatorias Mundialistas | Eliminatorias Mundialistas | Copa Mundial | Copa Mundial | Total | Total |
| Selección | Año   | Part     | Goles    | Part.                      | Goles                      | Part.        | Goles        | Part. | Goles |
| --------- | ----- | -------- | -------- | -------------------------- | -------------------------- | ------------ | ------------ | ----- | ----- |
| Italia    | 2011  | 4        | 1        | 0                          | 0                          | -            | -            | 4     | 1     |
| Italia    | 2012  | 1        | 0        | 0                          | 0                          | -            | -            | 1     | 0     |
| Italia    | 2013  | -        | -        | -                          | -                          | -            | -            | 0     | 0     |
| Italia    | 2014  | 1        | 0        | 0                          | 0                          | -            | -            | 1     | 0     |
| Italia    | 2015  | 1        | 0        | 0                          | 0                          | -            | -            | 1     | 0     |
| Total     | Total | 7        | 1        | 0                          | 0                          | 0            | 0            | 7     | 1     |

### Resumen estadístico
| Competición           | Partidos | Goles | Promedio |
| --------------------- | -------- | ----- | -------- |
| Primera División      | 346      | 92    | 0,27     |
| Segunda División      | 28       | 4     | 0,14     |
| Tercera División      | 66       | 18    | 0,27     |
| Copas nacionales      | 29       | 8     | 0,28     |
| Copas internacionales | 33       | 5     | 0,15     |
| Selección de Italia   | 7        | 1     | 0,14     |
| Total                 | 509      | 128   | 0,25     |

## Palmarés

### Torneos nacionales
| Título              | Club           | País   | Año  |
| ------------------- | -------------- | ------ | ---- |
| Serie A             | Juventus F. C. | Italia | 2012 |
| Supercopa de Italia | Juventus F. C. | Italia | 2012 |
| Serie A             | Juventus F. C. | Italia | 2013 |
| Supercopa de Italia | Juventus F. C. | Italia | 2013 |
| Serie A             | Juventus F. C. | Italia | 2015 |
| Copa Italia         | Juventus F. C. | Italia | 2015 |